# فرودگاه رستون در پایپ‌استون
فرودگاه رستون در پایپ‌استون (به انگلیسی: Reston/R.M. of Pipestone Airport) یک فرودگاه همگانی است که یک باند فرود شن دارد و طول باند آن ۹۱۴ متر است. این فرودگاه در کشور کانادا قرار دارد و در ارتفاع ۴۵۴ متری از سطح دریا واقع شده است.